# Mr. Lemon of Orange
Pour plus de détails, voir Fiche technique et Distribution.
Mr. Lemon of Orange est un film américain de comédie Pre-Code mettant en vedette El Brendel et Fifi D'Orsay, réalisé par John G. Blystone et publié par Fox Film Corporation en 1931.